# Andreï Ivanov (peintre)
Andreï Ivanov (en russe : Андрей Иванович Иванов) est un peintre russe né en 1775 et mort le 12 juillet 1848 (24 juillet dans le calendrier grégorien) à Saint-Pétersbourg, représentant du mouvement du classicisme en peinture. Andreï Ivanov est le père d'un autre peintre réputé : Alexandre Ivanov.

## Biographie

Andreï Ivanov, Adam et Ève et leurs enfants, sous un arbre après avoir été chassés du paradis (1803)

Le informations sur son passage à l'orphelinat de Moscou (en) n'ont pas été conservées. En 1782, le conseil de tutelle l'envoya à l'Académie russe des Beaux-Arts.
Le professeur d'Andreï Ivanov était Grigori Ougrioumov, un maître exceptionnel, un des fondateurs de la peinture historique russe. Son influence peut être retracée sur les travaux et la pratique pédagogique d'Andreï Ivanov. Mais il faut également citer parmi ceux qui ont eu une influence sur le jeune artiste Gabriel-François Doyen, qui est arrivé en Russie en 1791 et y est resté jusqu'en 1801, et qui dirigeait la classe de peinture historique à l'Académie. Le 29 décembre 1795, Ivanov reçoit la médaille d'argent de première classe pour un dessin d'après nature. En 1797, pour son tableau Noé à la sortie de l'arche offre une sacrifice à Dieu, il reçoit la grade médaille d'or ainsi qu'un certificat du premier degré pour le titre d'artiste qualifié. Il commence à enseigner et est nommé le 1er septembre 1798 comme membre effectif du personnel de l'académie.
C'est à cette époque qu'il fait la connaissance de sa future épouse, Catherine Ivanovna Demert (1782-1843). Le mariage a lieu le 21 septembre 1800 à l'église Saint-Siméon-et-Sainte-Anne. En 1806 naît leur premier enfant Alexandre Ivanov, le futur peintre réputé. Plus tard, quand il est plus âgé, il reçoit un appartement dans le bâtiment principal de l'Académie. Le couple a eu dix enfants : Catherine (1802-1856?), Alexandre (1806-1858), Piotr (1809-1819), Maria (1811-1836), Pavel (1815-1819), Sergueï (1822-1877), Élisabeth (1824-1833), Nadejda (1804-?), Nikolaï (né en 1813), une seconde Nadejda (née en 1817). Les trois derniers enfants sont morts en bas âge. Alexandre a été élevé comme un fils aîné, le successeur de son père, son assistant. Sergueï est devenu plus tard un éminent chercheur en matière d'architecture antique.
Ses progrès sont couronnés par des promotions successives. Avec Alexeï Egorov, il a la charge de professeur agrégé en classe de nature à partir de septembre 1802, et le premier mai de l'année suivante, il reçoit pour cette fonction des appointements d'un temps plein. Le premier septembre 1803, il reçoit le titre d'académicien pour son tableau Adam et Ève avec leurs enfants sous un arbre après avoir été chassés du paradis. Il poursuit ses activités pédagogiques et consacre ses temps libres à réaliser des originaux et des copies de tableaux. Ses dessins scolaires qui utilisent des œuvres de peintres italiens anciens du xviie siècle (Le Dominiquin, les frères Carracci de Bologne, Guido Reni, et aussi du peintre russe Anton Lossenko) ont été repris longtemps comme modèles dans les classes des académies et plusieurs ont été gravés par Andreï Oukhtomski. Ivanov a encore participé à la création de médailles, petites et grandes en 1808, sur lesquelles était gravé « La patrie pour le courage en 1807 » et d'une autre en l'honneur de la conclusion du Traité de Fredrikshamn conclu avec la Suède en 1809. Il a peint des icônes Les Archanges saints Gabriel et Michel pour l'église du régiment des chasseurs à cheval de Saint-Pétersbourg, Prière pour le calice pour l'église du Château des Ingénieurs ; en 1804-1805, il a peint un retable Résurrection du Christ avec le chœur des anges et des icônes pour la moitié de l'iconostase de l'Hôpital de la marine à Saint-Pétersbourg. Avec Vladimir Borovikovski, Alexeï Egorov, Vassili Chebouïev, Alexandre Varnek et d'autres artistes encore, il a pris part à la décoration de la cathédrale Notre-Dame-de-Kazan de Saint-Pétersbourg, pour laquelle il a peint durant les années 1804-1811 les icônes : Naissance de la Vierge, Présentation de Jésus au Temple, Baptême, La Transfiguration du Seigneur, Le Christ dans le désert, l'Archidiacre saint Laurent. Il a également peint des icônes pour l'église de la Transfiguration et pour l'Église de la Sainte-Trinité du Régiment Izmaïlovski.

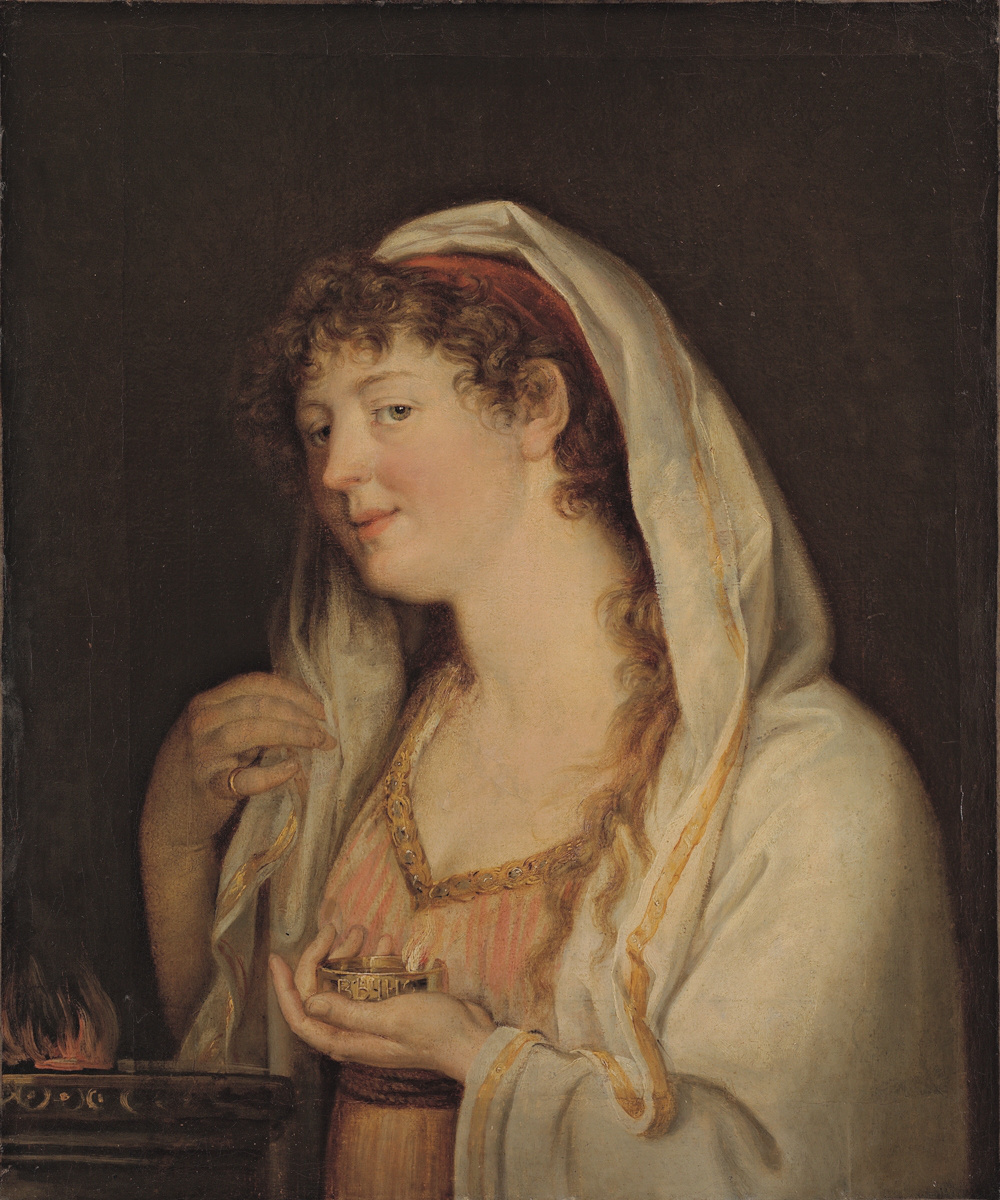
La femme du peintre habillée en vestale

À partir du 1er septembre 1806, Ivanov a été officiellement agréé en tant que professeur agrégé de la classe de peinture historique.
La fin d'Ivanov est particulièrement triste. En 1843, il perd son épouse. Bientôt son fils cadet Sergueï quitte Saint-Pétersbourg et il reste sous la garde de sa petite fille E. Soukhina, plutôt frivole, et sans doute responsable de la perte de plusieurs œuvres d'Andreï Ivanov.
Ivanov meurt du choléra en 1848 et est enterré au cimetière orthodoxe de Smolensk où sa tombe n'a pas été conservée.

## Œuvres
Ivanov, pour réaliser sa peinture historique, a adhéré à l'académisme. Il incarne dans ses œuvres les idées de citoyenneté et du patriotisme (Mort de Pélopidas, Exploit d'un jeune Kievien lors du siège de Kiev par les Petchenègues en 968). Il a beaucoup travaillé la peinture religieuse pour les églises de Saint-Pétersbourg (les icônes de la cathédrale Notre-Dame-de-Kazan de Saint-Pétersbourg et de la cathédrale de la Transfiguration de Saint-Pétersbourg et encore de l'église du Château des Ingénieurs). Il a aussi peint des iconostases pour les églises de Saint Alexandre Nevski à Varsovie, pour les églises des missions russes à Pékin et pour la cathédrale de Sion à Tbilissi.
Les œuvres d'Ivanov se distinguent par un beau dessin académique et l'utilisation d'une couleur subtile. Il était très apprécié par ses contemporains. C'était un représentant éminent de la vieille école académique : excellent dessinateur, maître de la composition. Il peignait librement et cherchait à atteindre la perfection dans la modélisation de la forme. Comme brillant professeur, il a formé de nombreux étudiants parmi lesquels on compte Karl Brioullov et son fils Alexandre Ivanov. Il occupe une place de premier plan dans l'histoire de la peinture en Russie.

## Galerie

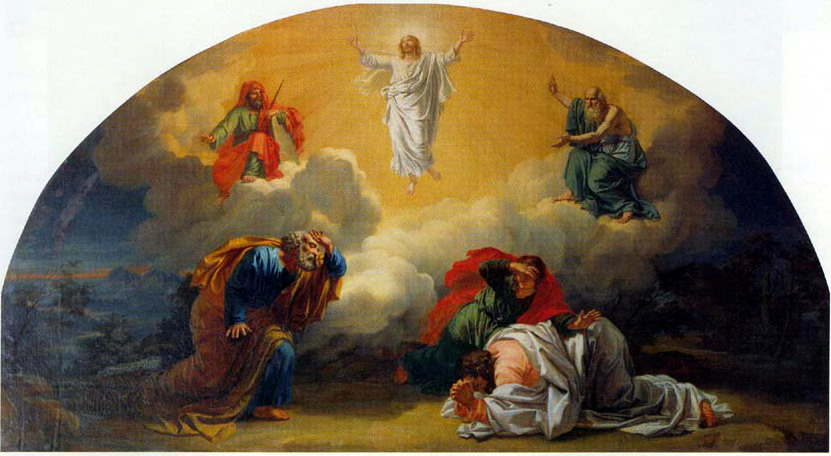
Andreï Ivanov, Transfiguration, entre 1807 et 1809, Musée russe, Saint-Pétersbourg

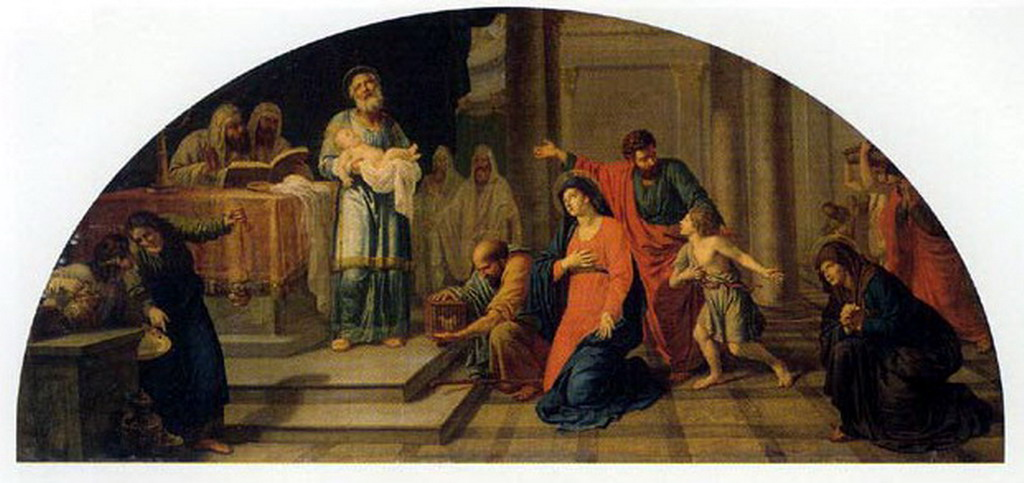
Fête de la Présentation de Jésus au Temple, années 1800 pour l'iconostase de la cathédrale Notre-Dame-de-Kazan de Saint-Pétersbourg, Musée russe, Saint-Pétersbourg

Tableaux d' Andreï Ivanovich Ivanov
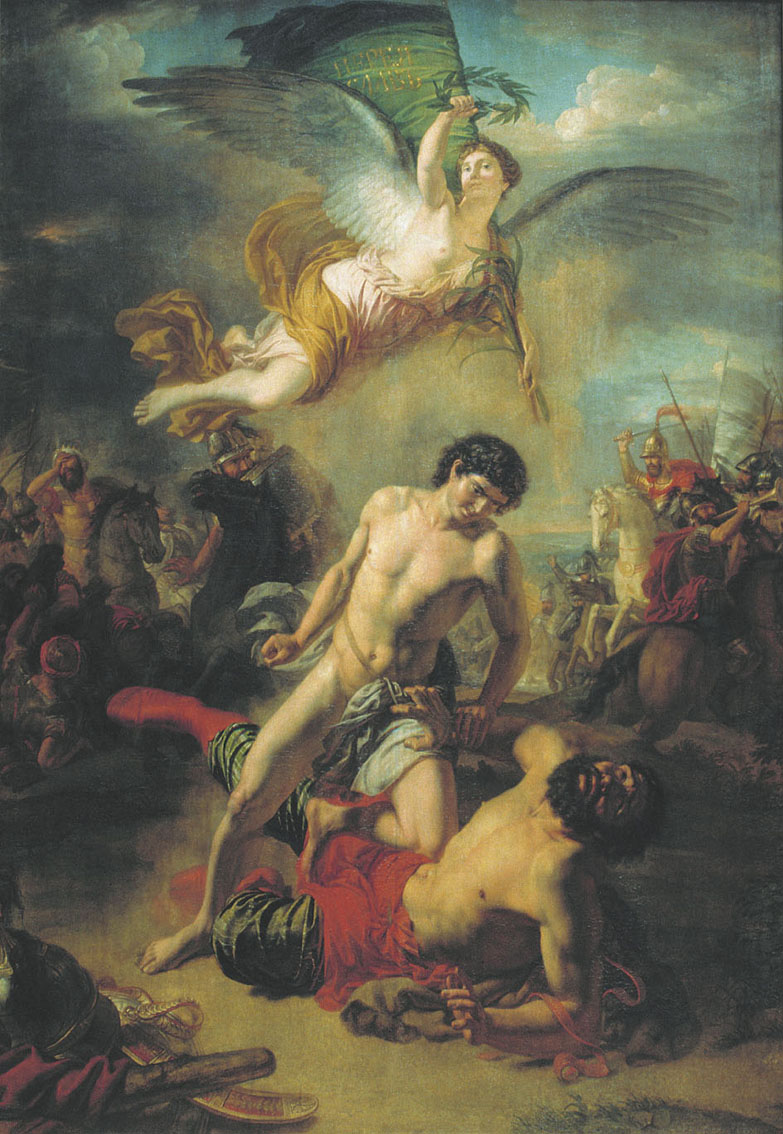
Le prince Mstislav a vaincu Rededya, prince légendaire du Caucase, 1812
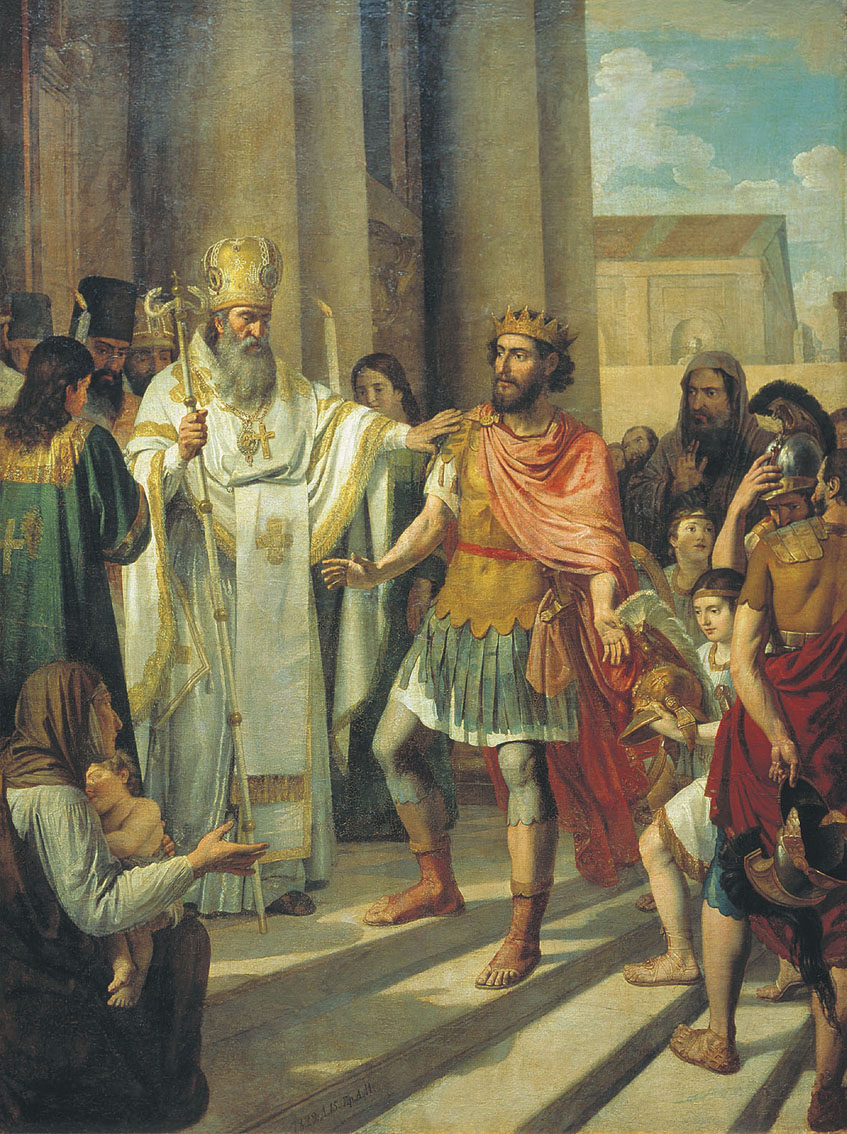
Le baptême du Grand-Duc Vladimir, 1829
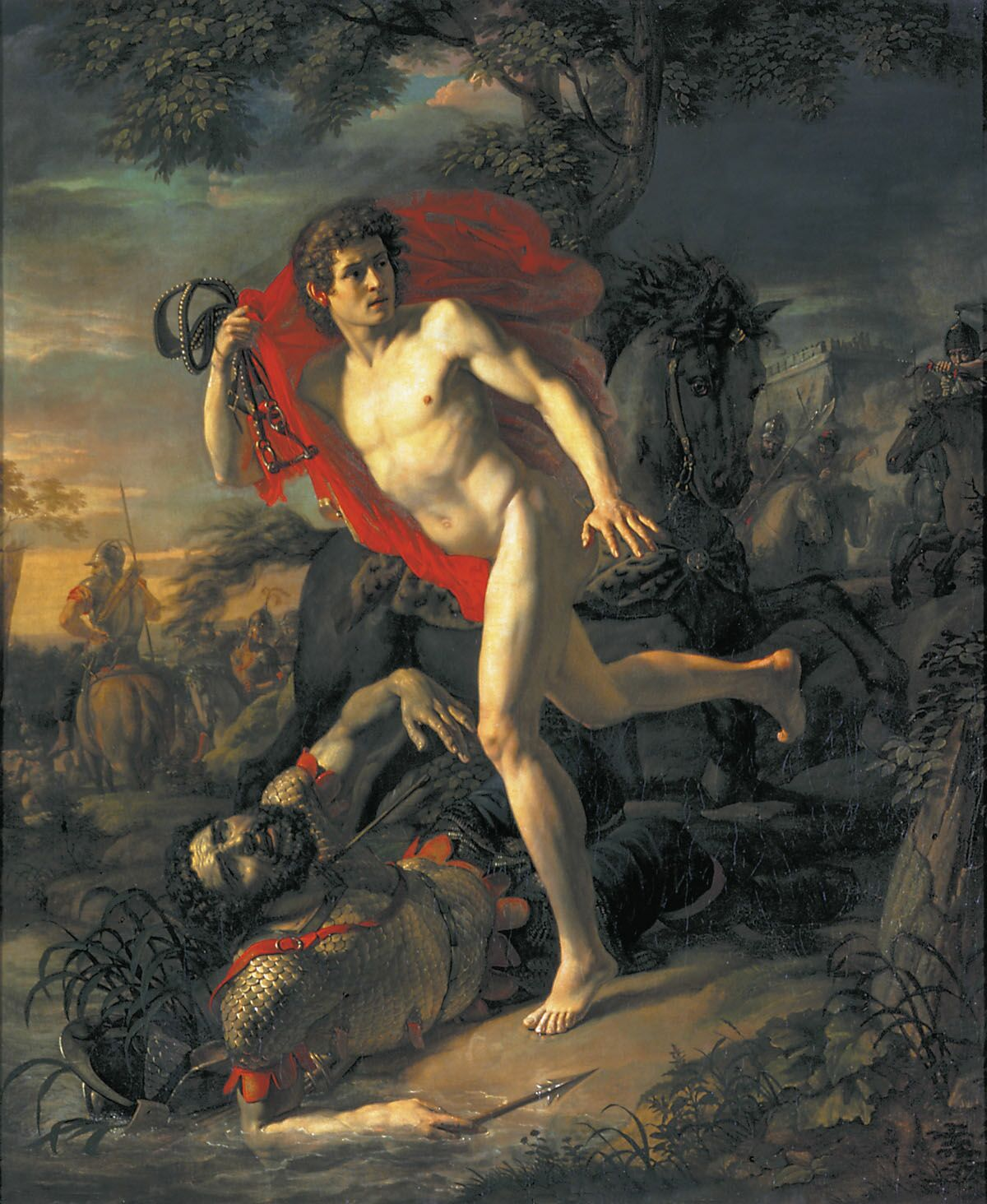
Le jeune héros de Kiev, 1810